# Rzeka marzeń
Rzeka marzeń – singel polskiej piosenkarki popowej Beaty Kozidrak. Utwór promował film w reżyserii Gavina Hooda pt. W pustyni i w puszczy na podstawie powieści Henryka Sienkiewicza.
Autorem tekstu jest Jacek Skubikowski, a kompozytorem Krzesimir Dębski. Piosenka była notowana na Liście przebojów Programu Trzeciego Polskiego Radia, gdzie zajęła 10. miejsce. W 2004/2005 roku cover piosenki wykonała Ewa Farna.

## Twórcy
- Wokal: Beata Kozidrak
- Tekst i słowa: Jacek Skubikowski
- Kompozytor: Krzesimir Dębski[1]